# ARN não codificante

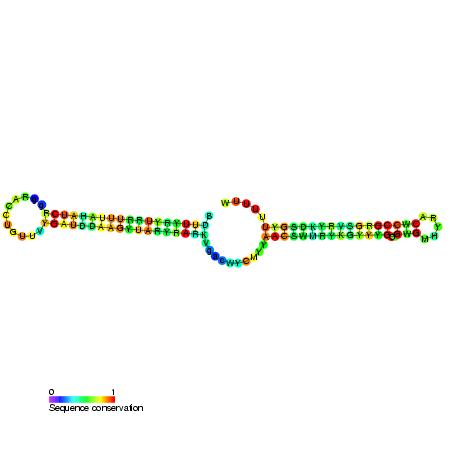
Imagem da estrutura secundária para 23S_methyl_RNA_motif RNA não codificante (RF01065). A coloração dos nucleotídeos indica a conservação da sequência entre os membros desta família.

Um RNA não-codificante (ncRNA, em inglês) é qualquer molécula de RNA que não é traduzida em proteína. O termo pequeno ARN (small RNA, sRNA) é ainda usado para bactéria. No entanto, alguns ncRNA são muito grandes. Sinónimo de uso menos frequente são npcRNA (non-protein-coding RNA), nmRNA (non-messenger RNA), snmRNA (small non-messenger RNA), fRNA (functional RNA). As sequências de ADN a partir das quais o ARN não-codificante é transcrito como produto final é muitas vezes denominado gene de ARN ou gene de ARN não-codificado.
Genes de ARN não-codificados incluem ARN de transferência e ARN ribossomal, pequenos ARNs como snoRNAs, miRNAs, siRNAs e piRNAs e em último lugar longos ncRNAs que incluem exemplos como Xist, Evf, Air, CTN e PINK. O número de ncRNAs codificados dentro do genoma é desconhecido, no entanto, recentes estudos sugerem a existência de mais de 30.000 longos ncRNAs e pelo menos os mesmos pequenos ARNs reguladores dentro somente do genoma do rato. Desde que a maioria dos recém identificados ncRNAs não foram ainda validados pela sua função, é possível que a maioria deles sejam não significantes.
Uma das maiores descobertas do 2007 ENCODE Pilot Project foi que "quase o genoma inteiro pode ser representado em tanscritos primários que extensivamente se sobrepõem e incluem muitas regiões não-codificantes de proteínas"